# Kerry Gauthier

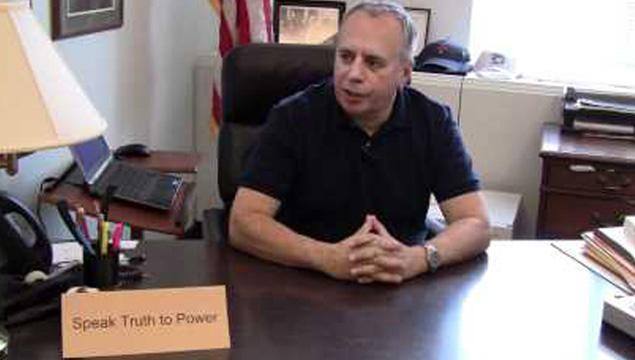
Kerry Gauthier

Kerry Gauthier (* 6. November 1955 in Duluth, Minnesota) ist ein US-amerikanischer Politiker und Sozialarbeiter.

## Leben
Gauthier besuchte die Morgan Park High School. Er studierte Sozialwissenschaften am College of St. Scholastica und an der University of Wisconsin. Nach seinem Studium war er als Mitarbeiter am Lake Superior Treatment Center tätig. Als Politiker wurde er Mitglied der Demokratischen Partei. Gauthier war von 2009 bis Ende 2010 Mitglied des Stadtrates von Duluth. Von Januar 2011 bis Ende 2012 war er als Nachfolger von Roger Reinert Abgeordneter im Repräsentantenhaus von Minnesota. Gauthier trat zu den Wahlen im November 2012 nicht erneut an, nachdem er eine sexuelle Affäre mit einem 17 Jahre alten Mann hatte.